# Feuerrückenspecht
Der Feuerrückenspecht (Dinopium javanense) ist eine Vogelart aus der Familie der Spechte (Picidae). Die mittelgroße Spechtart besiedelt weite Teile Süd- und Südostasiens und bewohnt ein breites Spektrum mehr oder weniger offener Waldhabitate von feuchtem Sekundärwald und lichten Wäldern, offenen Laubwäldern, Buschland und Mangrove über Kiefernwälder höherer Lagen bis hin zu Kokosnusshainen, Parks, Gärten und Golfplätzen. Die wohl überwiegend in der unteren und mittleren Baumschicht gesuchte Nahrung besteht vorwiegend aus Ameisen und Insektenlarven, umfasst aber auch Schaben und andere Insekten sowie kleine Skorpione.
Die Art gilt als wenig häufig bis lokal recht häufig, der Bestand wird als stabil eingeschätzt. Der Feuerrückenspecht wird von der IUCN daher als ungefährdet („least concern“) eingestuft.

## Beschreibung
Feuerrückenspechte sind mittelgroße Spechte mit einer ausgeprägten Federhaube, einem recht weichen, langen und etwas nach unten gebogenen Schwanz und einem relativ kurzen, punktförmig zugespitzten und an der Basis schmalen Schnabel. Der Schnabelfirst ist nach unten gebogen. Die Körperlänge beträgt 28–30 cm, das Gewicht etwa 67–100 g. Sie sind damit etwa so groß wie ein Grünspecht, wiegen aber nur etwa so viel wie ein Buntspecht. Die Art ist kontrastreich gefärbt und zeigt hinsichtlich der Färbung einen deutlichen Geschlechtsdimorphismus.
Bei Männchen der im größten Teil des kontinentalen Südostasien verbreiteten Unterart D. j. intermedium ist der oberste Rücken schwarz. Der übrige obere Rücken, die Schulterfedern, die Oberflügeldecken und die Schirmfedern sind oliv mit gelben Federsäumen und -spitzen und einem kräftigen Goldton. Unterer Rücken und Bürzel sind leuchtend rot, die Oberschwanzdecken sind schwärzlich braun, gelegentlich mit einem Olivton. Die Schwingen sind schwarzbraun, die Schirmfedern und die Armschwingen haben gelbolive Außenfahnen und alle Schwingen sind auf den Innenfahnen weiß gefleckt. Die Schwanzoberseite ist schwarz. Kinn und Kehle sind weißlich mit einer Mittellinie aus schwarzen Flecken. Die Grundfarbe der gesamten Unterseite des Rumpfes ist weiß; die Federn zeigen unregelmäßige schwarze Säume und Spitzen, die auf der Brust am kräftigsten sind und nach hinten weniger kräftig und mehr bindenartig ausgebildet sind. Die Unterflügel sind auf braunem Grund weiß gefleckt. Der Unterschwanz ist braunschwarz, die Außenfedern zeigen einen gelblichen Ton.
Die Stirn und die Federn an der oberen Schnabelbasis sind bräunlich-rot, Oberkopf und Haube sind rot; die Rotfärbung ist am Oberkopf unten schmal schwarz begrenzt. Ein breiter weißer Überaugenstreif zieht sich vom oberen Augenrand bis zur Hinterkopfseite. Darunter verläuft ein breiter schwarzer Augenstreif am hinteren Augenrand beginnend bis zum Nacken. Der weiße Zügelstreif beginnt an der Schnabelbasis und zieht sich nach hinten unterhalb der Ohrdecken entlang, wird dann breiter und verläuft als weißes Band über die Halsseite bis zur oberen Brustseite. Der an der unteren Schnabelbasis beginnende schwarze Bartstreif setzt sich als schwarze vordere Begrenzung der weißen Halsseite ebenfalls bis zur oberen Brust fort. Der Nacken ist wie der oberste Rücken schwarz.
Der Schnabel ist schwärzlich bis dunkel-graubraun, Beine und Zehen sind grau bis braun. Die Iris ist rotbraun oder braun.

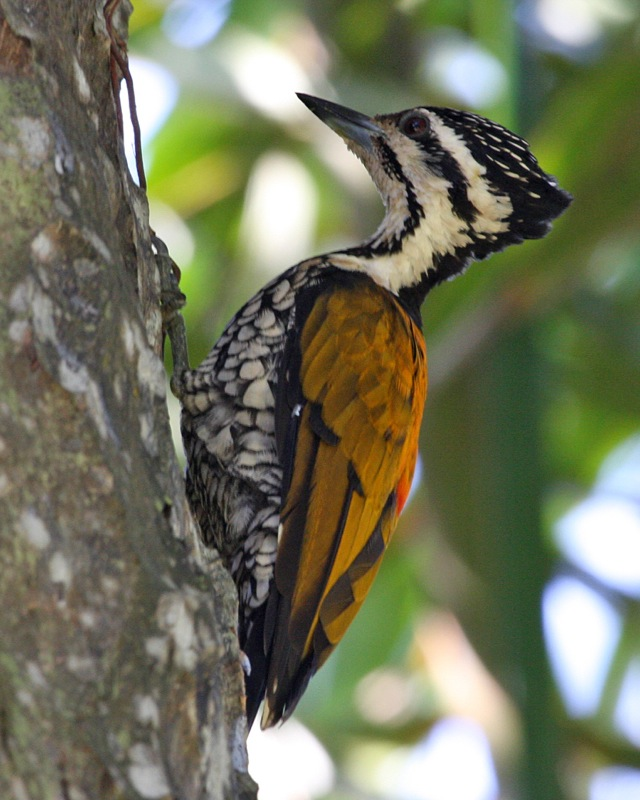
Feuerrückenspecht, Weibchen der Nominatform D. j. javanense

Beim Weibchen fehlen die roten Kopfpartien; Stirn, Oberkopf und Haube sind schwarz mit weißen Stricheln.

## Lautäußerungen
Die Flugrufe bestehen aus einer variablen Lautreihe wie „kowp-owp-owp-owp“, sitzende Vögel rufen ähnlich ein- oder zweimal „kow“. Bei innerartlichen Auseinandersetzungen werden Rufe wie „wicka“ geäußert. Der „Rasselruf“ ist ein harsches, anhaltendes „tschurrrrrrrr“ oder „ka-di-di-di-di-di“. Die Art trommelt, die Trommelserien sind bisher offenbar nicht näher beschrieben.

## Verbreitung und Lebensraum
Diese Spechtart besiedelt weite Teile Süd- und Südostasiens. Das stark zergliederte Verbreitungsgebiet reicht in West-Ost-Richtung von Bangladesch und dem nördlichen und zentralen Assam bis in den Südwesten der chinesischen Provinz Yunnan, bis an die Ostküste Vietnams, bis zu den westlichsten Inseln der Philippinen und bis in den Osten Borneos. Nach Süden erstreckt sich das Areal der Art unter Aussparung des nördlichen Myanmars über ganz Indochina sowie über die Großen Sundainseln bis zur Südspitze Sumatras, Java und Bali. Geografisch weiträumig isoliert kommt die Art außerdem im südlichen Teil der Western Ghats im Südwesten Indiens vor. Die Größe des Gesamtverbreitungsgebietes ist nicht bekannt.
Feuerrückenspechte bewohnen ein breites Spektrum mehr oder weniger offener Waldhabitate von feuchtem Sekundärwald und lichten Wäldern, offenen Laubwäldern, Buschland und Mangrove über Kiefernwälder höherer Lagen bis hin zu Kokosnusshainen, Parks, Gärten und Golfplätzen. Die Tiere sind zwar überwiegend auf das Flach- und Hügelland beschränkt, die Höhenverbreitung reicht auf den Großen Sundainseln jedoch bis etwa 1000 m, im kontinentalen Südostasien bis 1530 m und in Indien sogar bis 1700 m.

## Systematik
Es werden sechs Unterarten anerkannt, von denen nur Dinopium j. everetti deutlich differenziert ist. Die Unterarten sind hier entsprechend ihrer Verbreitung etwa von West nach Ost gelistet:
- Dinopium javanense intermedium  (Blyth, 1845)  – Größter Teil des kontinentalen Südostasiens. Die Unterart ist oben beschrieben.
- Dinopium j. malabaricum  Whistler & Kinnear, 1934 – Südwesten Indiens. Sehr ähnlich voriger Unterart, aber im Mittel etwas kleiner, Rücken und Oberflügel weniger goldgelb und mehr oliv.
- Dinopium j. javanense  (Ljungh, 1797)  – Westen Malaysias, Sumatra, Westen Javas und größter Teil Borneos. Noch kleiner als Dinopium j. malabaricum, aber sonst sehr ähnlich den beiden vorherigen Unterarten, gelegentlich mit hellbräunlichem Ton im Gesicht und an der Kehle. Die Population auf Borneo zeigt eine Tendenz zu weniger Orange auf dem Rücken und zu einer etwas deutlicheren Bänderung der Rumpfunterseite, diese Unterschiede sind jedoch angesichts der individuellen Variation nicht deutlich differenzierend.
- Dinopium j. exsul (Hartert, 1901) – Osten Javas und Bali. Wie Nominatform Dinopium j. javanense, aber Unterseite kräftig, jedoch unregelmäßig gebändert, Weibchen zeigen ein schmales oranges oder rotes Nackenband.
- Dinopium j. borneonense (Dubois, AJC, 1897) – Nordosten Borneos und Eraban-Insel. Sehr ähnlich Nominatform, aber Unterseitenzeichnung vielleicht etwas mehr bräunlich und weniger schwarz und Kehle breiter dunkel gefleckt, Weibchen tendieren zu sehr schmalen weißen Stricheln auf dem Oberkopf. Die Unterart wird von Winkler et al. als D. j. raveni geführt[2], dieser Name wird heute jedoch meist als Synonym von Dinopium j. borneonense betrachtet.[3][4]
- Dinopium j. everetti (Tweeddale, 1878) – Westen der Philippinen (Balabac, Palawan und Calamian-Inseln). Beide Geschlechter mit fleischfarbenem oder gelblichbraunem Ton an Kehle, Hals und oberer Brust, die Kehlfleckung ist stärker und bis zur oberen Brust ausgedehnt, die Unterseite ist mehr gebändert als gefleckt. Die rot gefärbten Bereiche des Oberkopfes sind beim Männchen ausgedehnter und bedecken auch die oberen Kopfseiten, der weiße Überaugenstreif ist viel schmaler. Zusätzlich zeigt der Bartstreif in variablem Umfang rote Federspitzen und kann auch fast vollständig rot aussehen. Bei den Weibchen ist die Haube und ein großer Teil des Hinterhaupts rot gefärbt, der ansonsten schwarze Oberkopf weist nur im vorderen Bereich sehr kleine Strichel auf oder ist komplett ungezeichnet. Der weiße Überaugenstreif ist ebenfalls viel schmaler.

## Ernährung
Die Art kann in allen Höhen der Baumschicht beobachtet werden, die Nahrungssuche erfolgt aber wohl überwiegend in der unteren und mittleren Baumschicht sowohl an alten wie an jungen Bäumen. Die Nahrung besteht vorwiegend aus Ameisen und Insektenlarven, umfasst aber auch Schaben und andere Insekten sowie kleine Skorpione. Nahrung wird vor allem durch Ablesen und Sondieren erlangt, seltener durch Hacken. Gelegentlich jagen die Tiere auch Insekten im Flug. Feuerrückenspechte klettern schnell und erscheinen dabei etwas hektisch. Sie halten sich jeweils nur kurz an einer Stelle auf, unterbrechen ihre Nahrungssuche aber andererseits, indem sie eine Zeitlang bewegungslos an einer Stelle verharren. Zwischen einzelnen zur Nahrungssuche aufgesuchten Stellen werden nicht selten erhebliche Entfernungen zurückgelegt.

## Fortpflanzung
Feuerrückenspechte leben einzeln oder in Paaren, die Partner halten durch häufige Rufe Kontakt miteinander. Die Brutzeit ist je nach Verbreitungsgebiet unterschiedlich, in Indien reicht sie von Januar bis Juni, in Malaysia von Januar bis Juli, auf Borneo von April bis Dezember. Die Höhlen werden in relativ offen stehenden Bäumen oder Baumstümpfen in Höhen zwischen 2 und 10 m, meist jedoch unter 5 m angelegt. Das Gelege besteht aus zwei bis drei Eiern. Weitere Angaben zur Brutbiologie liegen bisher nicht vor.

## Bestand und Gefährdung
Angaben zur Größe des Weltbestandes sind nicht verfügbar. Die Art gilt als wenig häufig bis lokal recht häufig, der Bestand wird als stabil eingeschätzt. Der Feuerrückenspecht wird von der IUCN daher als ungefährdet („least concern“) eingestuft.